# EMI (曲)
「EMI」（えみ）は、2010年11月10日に発売された、寺子屋の楽曲。

## 概要
EMI Music Japanのレコーディングスタジオ「studio TERRA」が2010年6月30日に閉鎖されることを知った野田洋次郎(RADWIMPS)が、このスタジオでレコーディングしてきたアーティストに呼びかけて結成されたユニット「寺子屋」(てらこや/TERRAKOYA)によるデジタル・ダウンロード楽曲である。
寺子屋のメンバーは、ACIDMAN、the telephones、西川進、フジファブリック、ホリエアツシ(ストレイテナー)、RADWIMPS、吉井和哉。
作曲を野田洋次郎が、作詞を野田洋次郎と吉井和哉が務めた。
6月13日 - ACIDMAN、RADWIMPS、ベーシックトラックを録音。

6月15日 - フジファブリック、吉井和哉、RADWIMPS、ベーシックトラックにダビング。

6月16日 - the telephones、吉井和哉、RADWIMPS、ダビング。

6月22日 - 参加アーティストほぼ全員が集合し、ボーカルレコーディング。

6月29日 - ミックス終了

6月30日 - 「studio TERRA」営業最終日。野田洋次郎が撮影した、スタジオや「EMI」のレコーディング風景を収めたフォトブックと「EMI」のCDが、28人のスタジオスタッフひとりひとりに贈られた。
また、2015年7月29日に発売されたコンピレーションアルバム「BEST EMI ROCKS 2015」に、ボーナストラックとして収録された。